# Richard Bühler
Richard Georges Bühler (ur. 24 lutego 1915 w Sainte-Croix, zm. 25 września 1959 w L’Auberson) – szwajcarski skoczek narciarski, olimpijczyk.
W lutym 1936 roku wziął udział w igrzyskach olimpijskich w Garmisch-Partenkirchen. W konkursie skoków dwukrotnie uzyskał odległość 63 m, co dało mu 19. miejsce w zawodach. Rok później wystartował w mistrzostwach świata w Chamonix, podczas których zajął 9. miejsce w rywalizacji skoczków narciarskich (skoczył wówczas 55,5 oraz 57,5 m).
W 1941 roku został mistrzem Szwajcarii w konkursie na Olympiaschanze w Sankt Moritz.